# 西甲欢乐多
西甲欢乐多是由唐晖和李翔从2011年起组成的西甲解说组合。自成立以来，唐晖与李翔以极具个人特色的语言，对西甲联赛进行解说。
李翔和唐晖还与曼城、西班牙人、巴伦西亚等多家俱乐部保持着友好关系。

## 赞助拉科鲁尼亚
2015/16赛季，西甲欢乐多赞助拉科鲁尼亚球员屁股广告，进军西班牙足球界。

## 收购胡米利亚俱乐部
2016年6月，李翔和唐晖与阿根廷合伙人Ruben Iglesias完成了对西班牙胡米利亚足球俱乐部的收购，李翔和唐晖分任西班牙胡米利亚俱乐部和穆尔西亚学生俱乐部的副主席。

## 投资年轻球员
目前，西甲欢乐多已投资四名巴西国字号年轻球员。其中效力于巴甲弗鲁米嫩塞俱乐部20岁的中后卫马龙-桑托斯（Marlon Santos）在2016/17赛季租借到巴塞罗那。